# Kočeva
Kočeva je lijeva pritoka rijeke Bosne u zeničkoj kotlini.
Izvire kod Milike i teče nestalnim vodotokom prema sjeveroistoku prema Šušnju i Poratju gdje je sutoka, pa kroz Pojske skreće na jugoistok. Protječe kroz Rebrovac, gdje se sa sjevera ulijeva Pošćanska rijeka, i od tog dijela je stalni vodotok, pa kroz Konjeviće, između Bukove Glave i Zahrašća ulijeva se sa sjevera Vrseljska rijeka, kroz Stranjane odakle teče ka istoku pa kroz Dolac, kod Jagodića skreće ka jugoistoku, a od Obrenovaca i Kozaraca teče prema jugu, kod Lokvina se u nju sa zapada ulijeva Janjački potok. kod Grma skreće ka istoku, kod Donjeg Čajdraša u nju se s juga ulijeva potok, s južne strane obilazi brdo Zmajevac protječući kroz Veliku i Malu Brodu, obilazeći sa sjeverne strane Golubak te tečući kroz urbani dio Zenice ulijeva se u Bosnu. Lokalna cesta R603/R413a prati tok rijeke.
Preko Kočeve vodi Kameni most